# Estrela de Alagoas
Estrela de Alagoas là một đô thị ở bang Alagoas, Brasil. ==Tham khảo==
1. ↑  "Estimativas da população para 1º tháng 7 năm 2008" (PDF). Instituto Brasileiro de Geografia e Estatística (IBGE). ngày 29 tháng 8 năm 2008. Truy cập ngày 5 tháng 9 năm 2008.

Bản mẫu:Mínimo